# Ypäjä
Ypäjä es un municipio de Finlandia situado en la región de Tavastia Propia. En 2018 su población era de 2 367 habitantes. La superficie del término municipal es de 183,25 km², de los cuales 0,49 km² son agua. El municipio tiene una densidad de población de 12,95 hab./km².
Limita con los municipios de Humppila, Jokioinen, Loimaa y Somero estos dos últimos en la región de Finlandia Propia.
El ayuntamiento es unilingüe en finés.